# Nisreen Alwan
Nisreen Ala-Din AS Alwan es una investigadora sanitaria  británica-iraquí y profesora de Salud Pública en la Universidad de Southampton. Su investigación se centra en la salud materna e infantil. Durante la pandemia de COVID-19, Alwan utilizó las redes sociales para comunicar mensajes relacionados con la salud pública y para pedir que se considere y mida el COVID persistente. En 2020, Alwan fue seleccionada por la BBC como una de las 100 mujeres más influyentes.

## Trayectoria
Alwan estudió medicina en la Universidad de Bagdad. Durante sus estudios se interesó por la salud pública y realizó un posgrado en este tema en la Universidad de Nottingham. Se unió al programa de formación en salud pública en Yorkshire y Humber, durante el cual recibió una beca de formación del Wellcome Trust. Alwan además realizó después un master en epidemiología estadística y obtubo doctorado en epidemiología nutricional. Alwan empezó a estudiar la salud materna e infantil centrándose en la obesidad y los resultados del nacimiento.
En los primeros días de la pandemia de COVID-19, Alwan se infectó con coronavirus. Esta experiencia la inspiró a convertirse en una activista de salud más abierta al público. En particular, utilizó Twitter para comunicar mensajes de salud pública y para liderar un llamado a que los casos de covid persistente  se contabilicen y se reporten en los datos nacionales. Sus esfuerzos dieron como resultado que la comunidad médica en general prestara más atención a la COVID persistente y a cómo se presentaba clínicamente. Formó parte de un grupo de médicos que escribió una carta al gobierno pidiéndoles que mejoraran la investigación y la vigilancia del COVID persistente. Escribió varios artículos de opinión para Nature, The Huffington Post, The Lancet y The BMJ.
En 2022, lamentó que los datos mostraran que los casos de covid-19 persistente en niños fueran un problema mayor de lo que se teorizaba. Alwan apoyó los esfuerzos de la sucursal escocesa de la organización benéfica Long Covid Kids.
También se ha pronunciado sobre la igualdad de trato de las mujeres y las minorías étnicas en el ámbito académico y público.

## Reconocimientos
- 100 mujeres 2020 (BBC) [18]
- Miembro de la Orden del Imperio Británico en los honores de Año Nuevo 2021 [19]

## Publicaciones seleccionadas
- Alwan, Nisreen (2020). «A negative COVID-19 test does not mean recovery». Nature 584 (170): 170. Bibcode:2020Natur.584..170A. PMID 32782377. doi:10.1038/d41586-020-02335-z.
- Nykjaer, Camilla; Alwan, Nisreen A.; Greenwood, Darren C.; Simpson, Nigel A. B.; Hay, Alastair W. M.; White, Kay L. M.; Cade, Janet E. (1 de junio de 2014). «Maternal alcohol intake prior to and during pregnancy and risk of adverse birth outcomes: evidence from a British cohort». J Epidemiol Community Health (en inglés) 68 (6): 542-549. ISSN 0143-005X. PMC 4033207. PMID 24616351. doi:10.1136/jech-2013-202934.
- Alwan, N. A.; Greenwood, D. C.; Simpson, N. A. B.; McArdle, H. J.; Godfrey, K. M.; Cade, J. E. (7 de febrero de 2011). «Dietary iron intake during early pregnancy and birth outcomes in a cohort of British women». Human Reproduction 26 (4): 911-919. ISSN 0268-1161. PMC 3057752. PMID 21303776. doi:10.1093/humrep/der005.
- Alwan, Nisreen; Tuffnell, Derek J; West, Jane (8 de julio de 2009). «Treatments for gestational diabetes». Cochrane Database of Systematic Reviews 2009 (3): CD003395. ISSN 1465-1858. PMC 7154381. PMID 19588341. doi:10.1002/14651858.cd003395.pub2.